# کرکولپینگتون
کرکولپینگتون (به انگلیسی: Kirkwhelpington) یک روستا و محله مدنی در بریتانیا است که در نورث‌آمبرلند واقع شده‌است. کرکولپینگتون ۴۶۰ نفر جمعیت دارد.